# Cestrum corymbosum
Cestrum corymbosum es una especie de arbusto perteneciente a la familia de las solanáceas. Es originaria de América del Sur

## Taxonomía
Cestrum corymbosum fue descrita por Pierre Francey y publicado en Linnaea 7: 57. 1832.
Etimología
Cestrum: nombre genérico que deriva del griego kestron = "punto, picadura, buril", nombre utilizado por Dioscórides para algún miembro de la familia de la menta.
corymbosum: epíteto latíno que significa "con corimbos".
Sinonimia
- Cestrum atrovirens Dunal
- Cestrum corymbosum var. grandifolium Dunal
- Cestrum corymbosum var. hirsutum Francey
- Cestrum corymbosum var. parvifolium Dunal
- Cestrum tinus Dunal[4]